# 1973

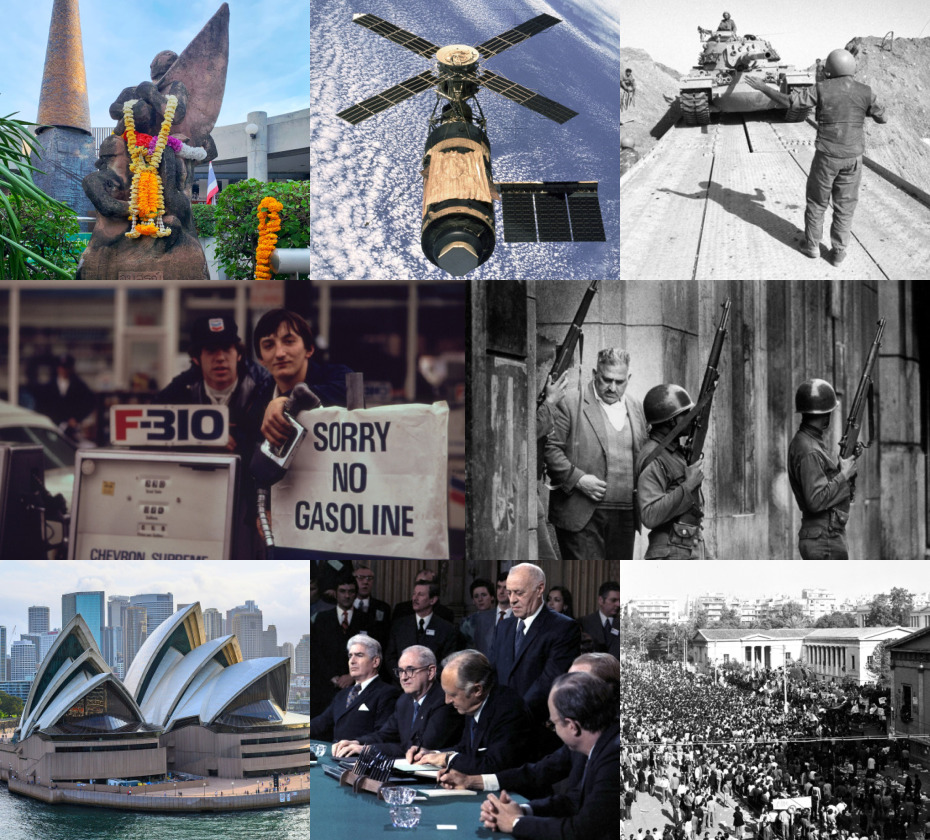

1973 (MCMLXXIII) là một năm thường bắt đầu vào Thứ hai của lịch Gregory, năm thứ 1973 của Công nguyên hay của Anno Domini, the năm thứ 973  của thiên niên kỷ 2, năm thứ 73  của thế kỷ 20, và năm thứ  4   của thập niên 1970. 

## Sự kiện

### Tháng 1
- 1 tháng 1
  - Roger Bonvin trở thành tổng thống liên bang Thụy Sĩ.
  - Angola, Mozambique, Cabo Verde, Timor, São Tomé và Príncipe và Ma Cao nhận quyền tự trị từ Bồ Đào Nha.
  - Đan Mạch, Vương quốc Anh và Cộng hòa Ireland trở thành thành viên của Cộng đồng Kinh tế châu Âu.
- 7 tháng 1: Thiết lập quan hệ ngoại giao giữa Cộng hòa Liên bang Đức và Phần Lan.
- 15 tháng 1: Hoa Kỳ tuyên bố ngưng ném bom miền Bắc Việt Nam.
- 22 tháng 1: Tại Kano, Nigeria. Một chiếc Boeing 707 của Nigerian Airlines rơi. Tất cả 176 hành khách và phi hành đoàn đều chết
- 27 tháng 1: Việt Nam và Hoa Kỳ ký kết Hiệp định Paris.
- 28 tháng 1: Vô tuyến Truyền hình Việt Nam được phát sóng chính thức trở lại.

### Tháng 3
- 29 tháng 3: Hoa Kỳ rút hoàn toàn quân khỏi miền Nam Việt Nam.

### Tháng 4
- 1 tháng 4: Anime Doremon đầu tiên bắt đầu được phát sóng trên kênh Nippon TV ở Nhật Bản.[1]
- 4 tháng 4: Trung tâm Thương mại Thế giới chính thức khai trương tại Thành phố New York, tòa tháp 110 tầng cao hơn 410 mét.[2][3][4]

### Tháng 5
- 3 tháng 5: Tháp Sears ở Chicago được cất nóc, cao hơn 440 mét.
- 14 tháng 5: Trạm vũ trụ Skylab khởi hành.

### Tháng 7
- 10 tháng 7: Bahamas giành độc lập.

### Tháng 8
- 1 tháng 8: Gambia trở thành thành viên trong UNESCO.
- 20 tháng 8: Đảo chính tại Lào thất bại
- 24 tháng 8: Vua Mohammed Sahir Schah của Afghanistan thoái vị

### Tháng 9
- 2 tháng 9: Quân đội Pháp rút khỏi Madagascar.
- 11 tháng 9: Đảo chính quân sự trong Chile dưới sự lãnh đạo của Augusto Pinochet.
- 18 tháng 9: Bahamas trở thành thành viên của Liên Hợp Quốc.
- 23 tháng 9: Juan Perón trở thành tổng thống Argentina.

### Tháng 10
- 16 tháng 10: OPEC quyết định tăng giá dầu 70%; bắt đầu cuộc khủng hoảng dầu đầu tiên.

### Tháng 11
- 12 tháng 11: Tưởng Kinh Quốc đề xuất kế hoạch thập đại kiến thiết.

### Tháng 12
- 21 tháng 12: Thiết lập quan hệ ngoại giao giữa Cộng hòa Liên bang Đức và Hungary và Bulgaria.

## Sinh

### Tháng 1
- 1 tháng 1: DJ Shadow, nhà sản xuất nhạc
- 2 tháng 1: Lucy Davis, nữ diễn viên Anh
- 10 tháng 1: Markus Ortmanns, doanh nhân Đức
- 13 tháng 1:
  - Nikolai Ivanovich Khabibulin, vận động viên khúc côn cầu trên băng Nga
  - Juan Diego Flórez, ca sĩ opera Perú
- 19 tháng 1:
  - Wang Junxia, nữ vận động viên điền kinh Trung Hoa, huy chương Thế Vận Hội
  - Silvio Meißner, cầu thủ bóng đá Đức
- 20 tháng 1: Mathilde d'Udekem d'Acoz, hoàng hậu Bỉ
- 26 tháng 1: Rupert Ursin, nhà vật lý học Áo
- 27 tháng 1:
  - Daniel Amor, tác giả Thụy Sĩ
  - José Luis Rubiera, tay đua xe đạp Tây Ban Nha
- 28 tháng 1:
  - Tomislav Marić, cầu thủ bóng đá Croatia
  - Trần Thái Hoà, nam ca sĩ hải ngoại người Mỹ gốc Việt
- 31 tháng 1: Portia de Rossi, nữ diễn viên Úc

### Tháng 2
- 2 tháng 2:
  - Bürger Lars Dietrich, nhạc sĩ người Đức
  - Anna Jakubczak, nữ vận động viên điền kinh người Ba Lan
- 12 tháng 2:
  - Gianni Romme, vận động viên chạy đua trên băng người Hà Lan
  - Tara Strong, nữ diễn viên người Mỹ/Canada
- 14 tháng 2:
  - Andreas Schmidt, cầu thủ bóng đá người Đức
  - Oliver Schmidt, cầu thủ bóng đá người Đức
  - Deena Kastor, nữ vận động viên điền kinh  người Mỹ
- 16 tháng 2: Cathy Freeman, nữ vận động viên điền kinh
- 17 tháng 2: Stefan Kretzschmar, vận động viên bóng ném người Đức
- 18 tháng 2:
  - Claude Makélélé, cầu thủ bóng đá người Pháp
  - Trần Mạnh Hùng, nhạc sĩ người Việt Nam, chồng cũ của nữ ca sĩ Hồng Vy
- 19 tháng 2: Magnus Arvidsson, cầu thủ bóng đá người Thụy Điển
- 21 tháng 2: Paolo Rink, cầu thủ bóng đá
- 22 tháng 2: Archil Arveladze, cầu thủ bóng đá
- 26 tháng 2: Jenny Thompson, nữ vận động viên bơi lội người Mỹ
- 28 tháng 2: Eric Lindros, vận động viên khúc côn cầu trên băng người Canada

### Tháng 3
- 1 tháng 3:
  - Jack Davenport, diễn viên Anh
  - Chris Webber, cầu thủ bóng rổ Mỹ
- 2 tháng 3:
  - Max van Heeswijk, tay đua xe đạp Hà Lan
  - Dejan Bodiroga, cầu thủ bóng rổ Serbia
- 5 tháng 3: Špela Pretnar, nữ vận động viên chạy ski Slovenia
- 9 tháng 3: Jakob Piil, tay đua xe đạp Đan Mạch
- 11 tháng 3:
  - Christian Carstensen, chính trị gia Đức
  - Thomas Christiansen, cầu thủ bóng đá
  - Martin Hiden, cầu thủ bóng đá Áo
- 18 tháng 3: Max Barry, nhà văn Úc
- 19 tháng 3:
  - Wolfgang Ivens, diễn viên Đức
  - Simmone Jade Mackinnon, nữ diễn viên Úc
  - Sergey Makarov, vận động viên điền kinh Nga
- 21 tháng 3:
  - Christian Nerlinger, cầu thủ bóng đá Đức
  - Andrei Kiwiljow, tay đua xe đạp (mất 2003)
- 23 tháng 3:
  - Jerzy Dudek, cầu thủ bóng đá Ba Lan
  - Jason Kidd, cầu thủ bóng rổ Mỹ
- 24 tháng 3: Johan Micoud, cầu thủ bóng đá Pháp
- 25 tháng 3: Michaela Dorfmeister, nữ vận động viên chạy ski Áo
- 26 tháng 3: Larry Page, người đồng thành lập Google
- 27 tháng 3: Rui Jorge, cầu thủ bóng đá Bồ Đào Nha
- 30 tháng 3: Jan Koller, cầu thủ bóng đá Séc

### Tháng 4
- 3 tháng 4: Matthew Ferguson, diễn viên Canada
- 4 tháng 4: Loris Capirossi, người đua mô tô Ý
- 5 tháng 4: Élodie Bouchez, nữ diễn viên Pháp
- 6 tháng 4:
  - Niels Annen, chính trị gia Đức
  - Miyazawa Rie, nữ diễn viên Nhật Bản
- 7 tháng 4:
  - Carole Montillet, nữ vận động viên chạy ski Pháp
  - Sandra Minnert, nữ cầu thủ bóng đá Đức
- 10 tháng 4: Roberto Carlos, cầu thủ bóng đá người Brazil
- 11 tháng 4: Jennifer Esposito, nữ diễn viên Mỹ
- 12 tháng 4: Christian Panucci, cầu thủ bóng đá Ý
- 14 tháng 4:
  - Roberto Ayala, cầu thủ bóng đá Argentina
  - Adrien Brody, diễn viên Mỹ
- 16 tháng 4: Akon, nam ca sĩ R&B Mỹ
- 17 tháng 4:
  - Joël Lautier, kiện tướng cờ vua Pháp
  - Doug Ast, vận động viên khúc côn cầu trên băng Canada
- 19 tháng 4: Michael Schefts, diễn viên Áo
- 21 tháng 4: Nadeshda Brennicke, nữ diễn viên Đức
- 22 tháng 4: Max Herre, nam ca sĩ Đức
- 25 tháng 4:
  - Brigitte Traeger, nữ ca sĩ Đức
  - Bảo Hân, nữ ca sĩ người Mỹ gốc Việt
  - Barbara Rittner, nữ vận động viên quần vợt
- 26 tháng 4: Stephanie bá tước, nữ vận động viên điền kinh Áo
- 27 tháng 4: Phương Thanh, nữ ca sĩ Việt Nam
- 28 tháng 4: Pauleta, cầu thủ bóng đá Bồ Đào Nha
- 29 tháng 4:
  - Michael Gerard Hogan, thành viên của ban nhạc The Cranberries
  - Roland Heintze, chính trị gia Đức
  - Martin Kesici, nhạc sĩ nhạc pop Đức

### Tháng 5
- 1 tháng 5: Oliver Neuville, cầu thủ bóng đá Đức
- 2 tháng 5: Jarred Blancard, diễn viên Canada
- 5 tháng 5:
  - Björn Glasner, tay đua xe đạp Đức
  - Brooke Ashley, nữ diễn viên phim khiêu dâm
  - Tina Yothers, nữ diễn viên Mỹ
- 6 tháng 5: Patrick Döring, chính trị gia Đức, nghị sĩ quốc hội liên bang
- 7 tháng 5: Paolo Savoldelli, tay đua xe đạp Ý
- 10 tháng 5: Rüştü Reçber, cầu thủ bóng đá Thổ Nhĩ Kỳ
- 11 tháng 5:
  - Sabine Völker, nữ vận động viên chạy đua trên băng Đức
  - Jenny Elvers-Elbertzhagen, nữ diễn viên Đức
- 16 tháng 5: Tori Spelling, nữ diễn viên Mỹ
- 17 tháng 5:
  - Josh Homme, nhạc sĩ nhạc rock Mỹ, nhà sản xuất nhạc
  - Matthew McGrory, diễn viên Mỹ (mất 2005)
- 22 tháng 5:
  - Nikolaj Lie Kaas, diễn viên Đan Mạch
  - Joey Woody, vận động viên điền kinh Mỹ
- 24 tháng 5:
  - Vladimír Šmicer, cầu thủ bóng đá Séc
  - Ruslana Lyschytschko, nữ ca sĩ Ukraina
  - Jill Johnson, nữ ca sĩ Thụy Điển
- 28 tháng 5: Alberto Berasategui, vận động viên quần vợt Tây Ban Nha

### Tháng 6
- 1 tháng 6:
  - Anna Thalbach, nữ diễn viên Đức
  - Adam Garcia, nam diễn viên kiêm vũ công Úc
  - Heidi Klum, người mẫu Đức
- 4 tháng 6: André Korff, tay đua xe đạp Đức
- 8 tháng 6: Lexa Doig, nữ diễn viên Canada
- 10 tháng 6: Damian Kallabis, vận động viên điền kinh Đức
- 12 tháng 6: Daron Rahlves, vận động viên chạy ski Mỹ
- 13 tháng 6: Kasia Kowalska, nữ ca sĩ Ba Lan
- 15 tháng 6: Silke Scheuermann, nhà văn nữ Đức
- 17 tháng 6: Paulina Rubio, nữ ca sĩ, diễn viên Mexico
- 18 tháng 6:
  - Alexandra Meissnitzer, nữ vận động viên chạy ski Áo
  - Kakazu Yumi, nữ seiyū Nhật Bản
- 19 tháng 6: Jörg Widmann, nhà soạn nhạc Đức
- 20 tháng 6: Silke Andrea Schuemmer, nhà văn nữ Đức, sử gia về nghệ thuật, nhà báo
- 21 tháng 6: Juliette Lewis, nữ diễn viên Mỹ
- 24 tháng 6:
  - Claude Chabrol, đạo diễn phim Pháp
  - Alexander Beyer, diễn viên Đức
- 28 tháng 6: Adrián Annus, vận động viên điền kinh Hungary
- 29 tháng 6: George Hincapie, tay đua xe đạp
- 30 tháng 6: Frank Rost, cầu thủ bóng đá Đức

### Tháng 7
- 2 tháng 7: Christian Baretti, chính trị gia Đức
- 3 tháng 7: Ólafur Stefánsson, vận động viên bóng ném
- 5 tháng 7:
  - Róisín Murphy, nữ ca sĩ Anh
  - Marcus Allbäck, cầu thủ bóng đá Thụy Điển
- 7 tháng 7:
  - Kyung-Shin Yoon, cầu thủ bóng ném Hàn Quốc
  - Troy Garity, diễn viên Mỹ
- 10 tháng 7: Dida, cầu thủ bóng đá Brasil
- 11 tháng 7: Konstantinos Kenteris, vận động viên điền kinh Hy Lạp, huy chương Thế Vận Hội
- 12 tháng 7: Christian Vieri, cầu thủ bóng đá Ý
- 13 tháng 7:
  - Bằng Kiều, nam ca sĩ người Việt Nam
  - Tuyết Ngân, nữ ca sĩ người Việt Nam, thành viên nhóm nhạc nữ Tam ca Áo Trắng
- 15 tháng 7: Brian Austin Green, diễn viên Mỹ
- 16 tháng 7:
  - Katherina Reiche, nữ chính trị gia Đức
  - Stefano Garzelli, tay đua xe đạp Ý
- 18 tháng 7: René Rydlewicz, cầu thủ bóng đá Đức
- 19 tháng 7:
  - Ailton, cầu thủ bóng đá Brasil
  - Elke Wosik, nữ vận động viên bóng bàn Đức
- 20 tháng 7:
  - Peter Forsberg, vận động viên khúc côn cầu trên băng Thụy Điển
  - Haakon von Na Uy, hoàng tử kế vị của Na Uy
  - Claudio Reyna, cầu thủ bóng đá Mỹ
- 21 tháng 7: Mandy Wötzel, nữ vận động viên trượt băng nghệ thuật Đức
- 23 tháng 7: Omar Epps, diễn viên Mỹ
- 25 tháng 7:
  - Igli Tare, cầu thủ bóng đá Albania
  - Kenny Roberts jr., người đua mô tô Mỹ
  - Deniz Çelik, nữ ca sĩ Thổ Nhĩ Kỳ
- 26 tháng 7:
  - Kate Beckinsale, nữ diễn viên Anh
  - Christina Oswald, nữ vận động viên khúc côn cầu trên băng Đức
- 29 tháng 7:
  - Marian Christow, cầu thủ bóng đá Bulgaria
  - Stephen Dorff, diễn viên Mỹ
- 30 tháng 7:
  - Markus Näslund, vận động viên khúc côn cầu trên băng Thụy Điển
  - Ümit Davala, cầu thủ bóng đá Thổ Nhĩ Kỳ

### Tháng 8
- 2 tháng 8: Daniele Nardello, tay đua xe đạp Ý
- 3 tháng 8: Daniel Stephan, vận động viên bóng ném Đức
- 6 tháng 8:
  - Stuart O'Grady, tay đua xe đạp Úc
  - Asia Carrera, nữ diễn viên phim khiêu dâm Mỹ
- 9 tháng 8: Filippo Inzaghi, cầu thủ bóng đá Ý
- 10 tháng 8:
  - Javier Zanetti, cầu thủ bóng đá Argentina
  - Ziska Riemann, nữ họa sĩ vẽ tranh cho truyện comic, tác giả kịch bản
- 12 tháng 8: Joseba Beloki, tay đua xe đạp Tây Ban Nha
- 14 tháng 8:
  - Jared Borgetti, cầu thủ bóng đá Mexico
  - Jay-Jay Okocha, cầu thủ bóng đá
- 15 tháng 8: Nebojša Krupniković, cầu thủ bóng đá Serbia
- 16 tháng 8: Ana Galindo Santolaria, nữ vận động viên chạy ski Tây Ban Nha
- 17 tháng 8: Franziska Petri, nữ diễn viên Đức
- 22 tháng 8: Howie Dorough, nam ca sĩ Mỹ, thành viên của ban Backstreet Boys
- 24 tháng 8: Inge de Bruijn, nữ vận động viên bơi lội Hà Lan, ba lần huy chương Thế Vận Hội
- 25 tháng 8: Fatih Akın, đạo diễn phim Đức, diễn viên, nhà sản xuất
- 27 tháng 8: Dietmar Hamann, cầu thủ bóng đá Đức
- 30 tháng 8: Toni Greis, họa sĩ vẽ tranh cho truyện comic Đức, họa sĩ vẽ tranh minh họa
- 31 tháng 8: Björn Bobach, ca sĩ opera Đức

### Tháng 9
- 1 tháng 9: Savo Milošević, cầu thủ bóng đá người Serbia
- 3 tháng 9:
  - Mirja Boes, nữ ca sĩ, diễn viên người Đức
  - Fred Rodriguez, tay đua xe đạp người Mỹ
- 4 tháng 9: Lidia Simon, nữ vận động viên điền kinh người Romania
- 5 tháng 9: Rose McGowan, nữ diễn viên người Mỹ
- 7 tháng 9:
  - Anja-Christina Carstensen, nữ nghệ nhân người Đức
  - Shannon Elizabeth, nữ diễn viên người Mỹ
- 8 tháng 9: Lorraine Graham, nữ vận động viên điền kinh người Jamaica
- 11 tháng 9: Tô Hữu Bằng, diễn viên, ca sĩ người Đài Loan
- 12 tháng 9:
  - Darren Campbell, vận động viên điền kinh người Anh
  - Hongbo Zhao, vận động viên trượt băng nghệ thuật người Trung Quốc
  - Martina Ertl, nữ vận động viên chạy ski người Đức
  - Paul Walker, diễn viên người Mỹ (m. 2013)
- 13 tháng 9:
  - Christine Arron, nữ vận động viên điền kinh người Pháp
  - Kelly Chen, nữ ca sĩ, diễn viên người Trung Quốc
  - Fabio Cannavaro, cầu thủ bóng đá người Ý
- 14 tháng 9: Nas, rapper, ca sĩ hip hop, nhà sản xuất nhạc, diễn viên người Mỹ
- 18 tháng 9:
  - Dario Frigo, tay đua xe đạp người Ý
  - Mark Shuttleworth, doanh nhân, phi hành gia người Nam Phi
- 19 tháng 9:
  - José Azevedo, tay đua xe đạp người Bồ Đào Nha
  - John Foster, cầu thủ bóng đá người Anh
- 20 tháng 9: Olaf Pollack, tay đua xe đạp người Đức
- 23 tháng 9: René Lohse, vận động viên trượt băng nghệ thuật người Đức
- 29 tháng 9: Eddy Mazzoleni, tay đua xe đạp người Ý

### Tháng 10
- 2 tháng 10: Ferris MC, nhạc sĩ Đức, diễn viên
- 3 tháng 10: Keiko Agena, nữ diễn viên Mỹ
- 4 tháng 10: Dennis Gansel, đạo diễn phim Đức
- 5 tháng 10: Daniel Eschbach, cầu thủ bóng đá Đức
- 6 tháng 10: Ioan Gruffudd, diễn viên
- 7 tháng 10: Sami Hyypiä, cầu thủ bóng đá Phần Lan
- 8 tháng 10: Torben Wosik, vận động viên bóng bàn Đức
- 9 tháng 10: Axel Lawaree, cầu thủ bóng đá Bỉ
- 11 tháng 10:
  - Takeshi Kaneshiro, diễn viên
  - Tomáš Konečný, tay đua xe đạp Séc
- 19 tháng 10: Thanh Mai, MC, nữ diễn viên Việt Nam
- 21 tháng 10: Lera Auerbach, nhà soạn nhạc, nghệ sĩ dương cầm, nữ tác giả
- 22 tháng 10: Andrés Palop Cervera, cầu thủ bóng đá Tây Ban Nha
- 23 tháng 10: Christian Dailly, cầu thủ bóng đá Scotland
- 24 tháng 10: Levi Leipheimer, tay đua xe đạp Mỹ
- 29 tháng 10: Robert Pires, cầu thủ bóng đá Pháp
- 31 tháng 10: Beverly Lynne, diễn viên Mỹ

### Tháng 11
- 1 tháng 11:
  - Dimo Wache, cầu thủ bóng đá Đức
  - Aishwarya Rai, nữ diễn viên Ấn Độ
  - Igor González de Galdeano, tay đua xe đạp Tây Ban Nha
- 9 tháng 11:
  - Zisis Vryzas, cầu thủ bóng đá Hy Lạp
  - Nick Lachey, nam ca sĩ Mỹ, diễn viên
- 10 tháng 11:
  - Miroslav Baranek, cầu thủ bóng đá Séc
  - Patrik Berger, cầu thủ bóng đá Séc
- 15 tháng 11: Albert Portas, vận động viên quần vợt Tây Ban Nha
- 18 tháng 11: Jan Mücke, chính trị gia Đức, nghị sĩ quốc hội liên bang
- 20 tháng 11: Silke Lichtenhagen, nữ vận động viên điền kinh Đức
- 22 tháng 11: Chad Trujillo, nhà thiên văn học Mỹ
- 27 tháng 11: Vratislav Lokvenc, cầu thủ bóng đá Séc
- 29 tháng 11:
  - Gabi Rockmeier, nữ vận động viên điền kinh Đức
  - Birgit Rockmeier, nữ vận động viên điền kinh Đức
  - Dick van Burik, cầu thủ bóng đá Hà Lan
  - Ryan Giggs, cầu thủ bóng đá

### Tháng 12
- 2 tháng 12:
  - Jan Ullrich, tay đua xe đạp người Đức
  - Monica Seles, nữ vận động viên quần vợt
- 3 tháng 12: Holly Marie Combs, nữ diễn viên người Mỹ
- 4 tháng 12: Tyra Banks, người mẫu người Mỹ
- 9 tháng 12: Vénuste Niyongabo, vận động viên điền kinh người Burundi, huy chương Thế Vận Hội
- 12 tháng 12: Babacar N'Diaye, cầu thủ bóng đá
- 14 tháng 12:
  - Mandy Mystery, nữ diễn viên khiêu dâm người Đức
  - Boris Henry, vận động viên điền kinh người Đức
  - Thuy Trang, nữ diễn viên người Mỹ/Việt Nam (mất 2001)
- 15 tháng 12:
  - Mirko Lüdemann, vận động viên khúc côn cầu trên băng người Đức
  - Stephan Mayer, chính trị gia, nghị sĩ quốc hội liên bang người Đức
  - Surya Bonaly, nữ vận động viên trượt băng nghệ thuật người Pháp
- 16 tháng 12: Kristie Boogert, nữ vận động viên quần vợt người Hà Lan
- 17 tháng 12:
  - Regina Häusl, nữ vận động viên chạy ski người Đức
  - John Abraham, diễn viên người Ấn Độ
- 18 tháng 12: Fatuma Roba, nữ vận động viên điền kinh, huy chương Thế Vận Hội
- 22 tháng 12: Tự Long, diễn viên hài kịch, nghệ sĩ nhân dân người Việt Nam, Đại tá Quân đội nhân dân Việt Nam
- 25 tháng 12: Nova Meierhenrich, nữ diễn viên người Đức
- 27 tháng 12: Bert Appermont, nhà soạn nhạc người Bỉ
- 28 tháng 12: Ids Postma, vận động viên chạy đua trên băng người Hà Lan, huy chương Thế Vận Hội
- 29 tháng 12: Christophe Rinero, tay đua xe đạp người Pháp
- 30 tháng 12:
  - Ato Boldon, vận động viên điền kinh người Trinidad và Tobago
  - Maureen Flannigan, nữ diễn viên người Mỹ

### Không rõ ngày, tháng
- Lý Thanh Thanh, nữ ca sĩ kiêm dẫn chương trình người Trung Quốc/Malaysia (mất 2024)[5]

## Mất

### Tháng 1
- 1 tháng 1: František Běhounek, nhà vật lý học Séc, nhà văn (sinh 1898)
- 5 tháng 1: Paul Alexandre Arnoux, nhà văn Pháp (sinh 1884)
- 8 tháng 1: Eugen Schuhmacher, nhà động vật học (sinh 1906)
- 13 tháng 1: Fernando Cento, nhà ngoại giao Tòa thánh Vatican, Hồng y Giáo chủ (sinh 1883)
- 14 tháng 1:
  - Cuno Fischer, họa sĩ Đức, nhà thiết kế (sinh 1914)
  - Hanna Klose-Greger, nhà văn nữ, nữ nghệ sĩ tạo hình, nữ họa sĩ (sinh 1892)
- 16 tháng 1: Monique de La Bruchollerie, nghệ sĩ dương cầm Pháp (sinh 1915)
- 20 tháng 1: Lorenz Böhler, bác sĩ phẫu thuật Áo (sinh 1885)
- 22 tháng 1: Lyndon B. Johnson, chính trị gia Mỹ, tổng thống thứ 36 của Hoa Kỳ (sinh 1908)
- 23 tháng 1: Kid Ory, nhạc sĩ Mỹ (sinh 1886)
- 25 tháng 1: Elinor Hubert, nữ chính trị gia Đức (sinh 1900)
- 28 tháng 1: John Banner, diễn viên Áo (sinh 1910)
- 31 tháng 1:
  - Johannes Semler, chính trị gia Đức (sinh 1898)
  - Ragnar Anton Kittil Frisch, nhà kinh tế học Na Uy (sinh 1895)

### Tháng 2
- 2 tháng 2: Max Brauer, chính trị gia Đức (sinh 1887)
- 8 tháng 2: Wilhelm Urban, chính trị gia Đức (sinh 1908)
- 11 tháng 2: Johannes Hans Daniel Jensen, nhà vật lý học Đức (sinh 1907)
- 12 tháng 2: Benjamin Frankel, nhà soạn nhạc Anh (sinh 1906)
- 14 tháng 2: Otto Leichter, nhà báo, tác giả (sinh 1897)
- 14 tháng 2: Hans Kmoch, người đánh cờ Áo (sinh 1894)
- 15 tháng 2:
  - Tim Holt, diễn viên Mỹ (sinh 1918)
  - Achille Liénart, Hồng y Giáo chủ (sinh 1884)
- 16 tháng 2: Georg Ferdinand Duckwitz, nhà ngoại giao Đức (sinh 1904)
- 17 tháng 2: Pixinguinha, nhạc sĩ Brasil (sinh 1897)
- 18 tháng 2: Max Mack, đạo diễn phim Đức (sinh 1884)
- 20 tháng 2: Brigitte Reimann, nhà văn nữ Đức (sinh 1933)
- 24 tháng 2: Eugen Rosenstock-Huessy, luật gia, nhà sử học, nhà xã hội học (sinh 1888)

### Tháng 3
- 6 tháng 3: Pearl S. Buck, nhà văn nữ Mỹ (sinh 1892)
- 10 tháng 3: Robert Siodmak, đạo diễn phim Đức (sinh 1900)
- 15 tháng 3: Hermann Veit, chính trị gia Đức (sinh 1897)
- 17 tháng 3: Giuseppe Antonio Ferretto, Hồng y Giáo chủ (sinh 1899)
- 21 tháng 3: Dieter Leisegang, triết gia Đức, tác giả, dịch giả (sinh 1942)
- 26 tháng 3: Noel Coward, diễn viên Anh, nhà văn, nhà soạn nhạc (sinh 1899)
- 27 tháng 3: Mikhail Kalatozov, đạo diễn phim (sinh 1903)
- 28 tháng 3: Ernst Wolfgang Lewicki, kĩ sư xây dựng, nhà khoa học (sinh 1894)
- 31 tháng 3:
  - Kurt Thomas, nhà soạn nhạc Đức, người chỉ huy đội hát thờ (sinh 1904)
  - Ota Pavel, nhà văn Séc, nhà báo (sinh 1930)

### Tháng 4
- 2 tháng 4: Joseph-Charles Lefèbvre, Hồng y Giáo chủ (sinh 1892)
- 7 tháng 4: Paul Luchtenberg, chính trị gia Đức, nhà sư phạm (sinh 1890)
- 8 tháng 4:
  - Pablo Picasso, họa sĩ Tây Ban Nha (sinh 1881)
  - Viktor de Kowa, diễn viên, đạo diễn phim (sinh 1904)
- 10 tháng 4: Kurt Wehlte, họa sĩ Đức (sinh 1897)
- 12 tháng 4: Fritz Neumayer, chính trị gia Đức (sinh 1884)
- 14 tháng 4: Karl Kerényi, nhà ngữ văn (sinh 1897)
- 16 tháng 4: István Kertész, người điều khiển dàn nhạc Hungary (sinh 1929)
- 20 tháng 4: Elisabeth Hauptmann, nhà văn nữ (sinh 1897)
- 21 tháng 4: Arthur Fadden, chính trị gia, thủ tướng của Úc (sinh 1895)
- 28 tháng 4:
  - Carlos Menditéguy, tay đua Công thức 1 Argentina (sinh 1915)
  - Jacques Maritain, triết gia Pháp (sinh 1882)
- 30 tháng 4: Hermann A. Eplée, chính trị gia Đức (sinh 1908)

### Tháng 5
- 1 tháng 5: Asger Jorn, họa sĩ Đan Mạch (sinh 1914)
- 4 tháng 5: César Pérez Sentenat, nghệ sĩ dương cầm Cuba, nhà soạn nhạc (sinh 1896)
- 5 tháng 5: Helmut Bazille, chính trị gia Đức (sinh 1920)
- 7 tháng 5: Arcadio María Larraona Saralegui, Hồng y Giáo chủ (sinh 1887)
- 11 tháng 5: Lex Barker, diễn viên Mỹ (sinh 1919)
- 14 tháng 5: Hans Haas, vận động viên cử tạ Áo (sinh 1906)
- 16 tháng 5: Albert Paris Gütersloh, họa sĩ Áo, nhà văn (sinh 1887)
- 18 tháng 5: Jeannette Rankin, nữ chính trị gia Mỹ (sinh 1880)
- 20 tháng 5: Philipp Keller, bác sĩ Đức, nhà văn (sinh 1891)
- 21 tháng 5:
  - František Bartoš, nhà soạn nhạc (sinh 1905)
  - Vaughn Monroe, nam ca sĩ Mỹ (sinh 1911)
- 26 tháng 5: Karl Löwith, triết gia Đức (sinh 1897)
- 29 tháng 5: P. Ramlee, diễn viên Malaysia (sinh 1929)

### Tháng 6
- 4 tháng 6: Maurice René Fréchet, nhà toán học Pháp (sinh 1878)
- 7 tháng 6: Christine Lavant, nữ nghệ nhân Áo, nhà văn nữ (sinh 1915)
- 10 tháng 6: Erich von Manstein, thống chế Đức (sinh 1887)
- 16 tháng 6: Karl Hamann, chính trị gia Đức (sinh 1903)
- 18 tháng 6: Theodor Krancke, đô đốc Đức (sinh 1893)
- 23 tháng 6: Hans Reese, cầu thủ bóng đá đội tuyển quốc gia Đức (sinh 1891)
- 26 tháng 6: John Cranko, nghệ sĩ múa Anh, biên đạo múa (sinh 1927)
- 27 tháng 6: Arthur P. Jacobs, nhà sản xuất phim Mỹ (sinh 1922)
- 30 tháng 6: Nancy Mitford, nhà văn nữ Anh (sinh 1904)

### Tháng 7
- 2 tháng 7:
  - Ferdinand Schörner, thống chế Đức (sinh 1892)
  - Betty Grable, nữ diễn viên Mỹ (sinh 1916)
  - Georg Richard Kinat, chính trị gia Đức (sinh 1888)
- 3 tháng 7:
  - Karel Ancerl, người điều khiển dàn nhạc Séc (sinh 1908)
  - Laurens Hammond, nhà kinh doanh Mỹ (sinh 1895)
- 4 tháng 7: Leonid Stein, người đánh cờ Xô Viết (sinh 1934)
- 7 tháng 7:
  - Max Horkheimer, triết gia Đức, nhà xã hội học (sinh 1895)
  - Veronica Lake, nữ diễn viên (sinh 1922)
- 11 tháng 7:
  - Robert Ryan, diễn viên Mỹ (sinh 1909)
  - Cesare Zerba, Hồng y Giáo chủ (sinh 1892)
- 12 tháng 7: Alexander Vasilievich Mosolov, nhà soạn nhạc Nga (sinh 1900)
- 13 tháng 7: Marţian Negrea, nhà soạn nhạc Romania (sinh 1893)
- 14 tháng 7: Rudolf Bella, nhà soạn nhạc Hungary (sinh 1890)
- 20 tháng 7: Lý Tiểu Long, diễn viên (sinh 1940)
- 26 tháng 7: Hans Albert Einstein, kĩ sư xây dựng, giáo sư, con trai của Albert Einstein (sinh 1904)
- 29 tháng 7:
  - Henri Charrière, nhà văn Pháp (sinh 1906)
  - Roger Williamson, tay đua Công thức 1 Anh (sinh 1948)

### Tháng 8
- 1 tháng 8: Gian Francesco Malipiero, nhà soạn nhạc Ý (sinh 1882)
- 2 tháng 8: Jean-Pierre Melville, đạo diễn phim Pháp (sinh 1917)
- 4 tháng 8: Hans Jensen, nhà ngôn ngữ học Đức (sinh 1884)
- 6 tháng 8: Fulgencio Batista, tổng thống, nhà độc tài của Cuba (sinh 1901)
- 8 tháng 8:
  - Vilhelm Moberg, nhà văn Thụy Điển (sinh 1898)
  - Memphis Minnie, nữ nhạc sĩ nhạc blues Mỹ (sinh 1897)
- 12 tháng 8: Walter Rudolf Hess, nhà sinh lý học Thụy Sĩ (sinh 1881)
- 17 tháng 8:
  - Jean Barraqué, nhà soạn nhạc Pháp (sinh 1928)
  - Conrad Aiken, nhà văn Mỹ (sinh 1889)
- 25 tháng 8: Karl-Hermann Flach, nhà báo, chính trị gia (sinh 1929)
- 29 tháng 8: Stringer Davis, diễn viên Anh (sinh 1896)
- 30 tháng 8: Herbert Kranz, nhà văn Đức (sinh 1891)
- 31 tháng 8: John Ford, đạo diễn phim Mỹ (sinh 1894)

### Tháng 9
- 1 tháng 9: J. Ridley Stroop, nhà tâm lý học Mỹ (sinh 1897)
- 2 tháng 9: J. R. R. Tolkien, nhà văn Anh, nhà ngữ văn (sinh 1892)
- 3 tháng 9: Rufino Jiao Santos, Hồng y Giáo chủ (sinh 1908)
- 4 tháng 9: Willy Haas, nhà xuất bản Đức, nhà phê bình văn học (sinh 1891)
- 5 tháng 9: Hans Demmelmeier, chính trị gia Đức, nghị sĩ quốc hội liên bang (sinh 1887)
- 7 tháng 9: Hans Lorbeer, nhà văn Đức (sinh 1901)
- 9 tháng 9: Samuel Nathaniel Behrman, nhà văn Mỹ (sinh 1893)
- 11 tháng 9: Salvador Allende, bác sĩ, tổng thống của Chile (sinh 1908)
- 12 tháng 9: Otto Nebel, họa sĩ Đức, thi sĩ, diễn viên (sinh 1892)
- 15 tháng 9: Max Zimmering, nhà văn Đức (sinh 1909)
- 16 tháng 9: William Theodore Heard, Hồng y Giáo chủ (sinh 1884)
- 17 tháng 9: Oskar Halecki, nhà sử học Ba Lan (sinh 1891)
- 19 tháng 9:
  - Mary Wigman, nữ nghệ sĩ múa Đức, nữ biên đạo múa (sinh 1886)
  - Gram Parsons, nhạc sĩ (sinh 1946)
- 20 tháng 9:
  - Jim Croce, nam ca sĩ Mỹ, nhà soạn nhạc (sinh 1943)
  - Ben Webster, nhạc sĩ jazz Mỹ (sinh 1909)
- 23 tháng 9: Pablo Neruda, nhà văn Chile (sinh 1904)
- 25 tháng 9: Rudolf Bäumer, chính trị gia Đức (sinh 1901)
- 26 tháng 9:
  - Anton Schnack, nhà văn Đức (sinh 1892)
  - Anna Magnani, nữ diễn viên Ý (sinh 1908)
- 29 tháng 9: W. H. Auden, nhà văn Anh (sinh 1907)
- 30 tháng 9: Walter Abendroth, nhà soạn nhạc Đức, biên tập báo (sinh 1896)

### Tháng 10
- 2 tháng 10: Paavo Nurmi, vận động viên điền kinh Phần Lan (sinh 1897)
- 8 tháng 10: Gabriel Marcel, triết gia Pháp (sinh 1889)
- 10 tháng 10: Ludwig von Mises, nhà kinh tế học Áo (sinh 1881)
- 11 tháng 10: Fritz Schröter, nhà vật lý học Đức (sinh 1886)
- 17 tháng 10:
  - Tur-Sinai, nhà ngữ văn Israel (sinh 1886)
  - Ingeborg Bachmann, nhà văn nữ Áo (sinh 1926)
- 18 tháng 10:
  - Leo Strauss, triết gia (sinh 1899)
  - Hans Schwippert, kiến trúc sư (sinh 1899)
- 25 tháng 10: Eduard Leuze, chính trị gia Đức (sinh 1906)
- 27 tháng 10: Semyon Mikhailovich Budyonny, thống chế Xô Viết, (sinh 1883)
- 28 tháng 10: Taha Hussein, nhà văn (sinh 1889)

### Tháng 11
- 1 tháng 11: Ezra Pound, thi sĩ Mỹ (sinh 1885)
- 4 tháng 11:
  - Karl Heinrich Waggerl, nhà văn Áo (sinh 1897)
  - Marc Allégret, đạo diễn phim Pháp (sinh 1900)
- 13 tháng 11: Elsa Schiaparelli, nhà nữ thiết kế y phục thời trang (sinh 1890)
- 17 tháng 11: Wilhelm Kling, chính trị gia Đức (sinh 1902)
- 18 tháng 11:
  - Alois Hába, nhà soạn nhạc Séc (sinh 1893)
  - Thomas Peter McKeefry, tổng Giám mục Wellington, Hồng y Giáo chủ (sinh 1899)
- 23 tháng 11: Kiichi Aichi, chính trị gia Nhật Bản (sinh 1907)
- 24 tháng 11: Nikolay Ilyich Kamov, kĩ sư Xô Viết (sinh 1902)
- 28 tháng 11: Charles Crodel, họa sĩ Đức (sinh 1894)
- 29 tháng 11: Felix Braun, nhà văn Áo (sinh 1885)

### Tháng 12
- 1 tháng 12:
  - David Ben-Gurion, chính trị gia Israel (sinh 1886)
  - Willem Hesselink, cầu thủ bóng đá Hà Lan (sinh 1878)
- 4 tháng 12: Lauri Lehtinen, vận động viên điền kinh Phần Lan, huy chương Thế Vận Hội (sinh 1908)
- 13 tháng 12: Giuseppe Beltrami, Hồng y Giáo chủ (sinh 1889)
- 14 tháng 12: Josef Magnus Wehner, nhà văn Đức (sinh 1891)
- 16 tháng 12:
  - Hans Stübner, họa sĩ, nghệ nhân (sinh 1900)
  - Franz Xaver Fuhr, họa sĩ Đức (sinh 1898)
- 20 tháng 12:
  - Bobby Darin, nhạc sĩ nhạc pop Mỹ (sinh 1936)
  - Luis Carrero Blanco, đô đốc Tây Ban Nha, chính trị gia (sinh 1903)
- 22 tháng 12: Joseph Illerhaus, chính trị gia Đức (sinh 1903)
- 23 tháng 12:
  - Otto Montag, cầu thủ bóng đá Đức (sinh 1897)
  - Gerard Kuiper, nhà thiên văn học Mỹ (sinh 1905)
- 28 tháng 12: Rudi Schuricke, nam ca sĩ Đức, diễn viên (sinh 1913)
- 29 tháng 12: Willy Birgel, diễn viên Đức (sinh 1891)
- 30 tháng 12: Henri Busser, nhà soạn nhạc Pháp (sinh 1872)

## Giải thưởng Nobel
- Hóa học - Ernst Otto Fischer, Geoffrey Wilkinson
- Văn học - Patrick White
- Hòa bình - Henry Kissinger, Lê Đức Thọ
- Vật lý - Leo Esaki, Ivar Giaever, Brian David Josephson
- Y học - Karl von Frisch, Konrad Lorenz, Nikolaas Tinbergen
- Kinh tế - Wassily Leontief